# 현금인식요금함
현금인식요금함(現金認識料金函)은 버스에 설치되어 승객이 낸 현금 요금을 인식하고 처리하는 장치를 말한다. 현재 대한민국 시내버스에서 운용중이다. 현금인식요금함은 지폐 투입구와 동전 투입구가 있으며, 정해진 액수의 현금을 투입하게 되면 "감사합니다"란 음성 메시지가 뜬다. 반면, 액수가 부족할 경우에는 "잔액이 부족합니다"란 음성 메시지가 반복하여 울리게 된다. 잔돈을 거슬러주는 거스름돈 토출구가 있고 요금의 계산 현황은 교통카드시스템에 전송되어 운송수입금이 실시간으로 처리된다. 대한민국에서는 광주광역시가 2007년에 현금인식요금함을 최초로 전면 도입하였으며, 인천광역시에서는 2009년부터 현금인식요금함과 교통카드 단말기가 통합된 형태로 도입하였다.